# Palazzo Zevallos
Palazzo Zevallos (o Zevallos Stigliano; o ancora palazzo Colonna di Stigliano) è un edificio monumentale di Napoli ubicato lungo via Toledo.
Il palazzo dal 2007 fino al 3 aprile 2022 è stato sede delle Gallerie d'Italia - Napoli, facente parte delle Gallerie d'Italia di proprietà del gruppo Intesa Sanpaolo. Le Gallerie d'Italia - Napoli dal 21 maggio 2022 sono ospitate nella nuova sede in via Toledo 177, presso il Palazzo del Banco di Napoli. 

## Storia

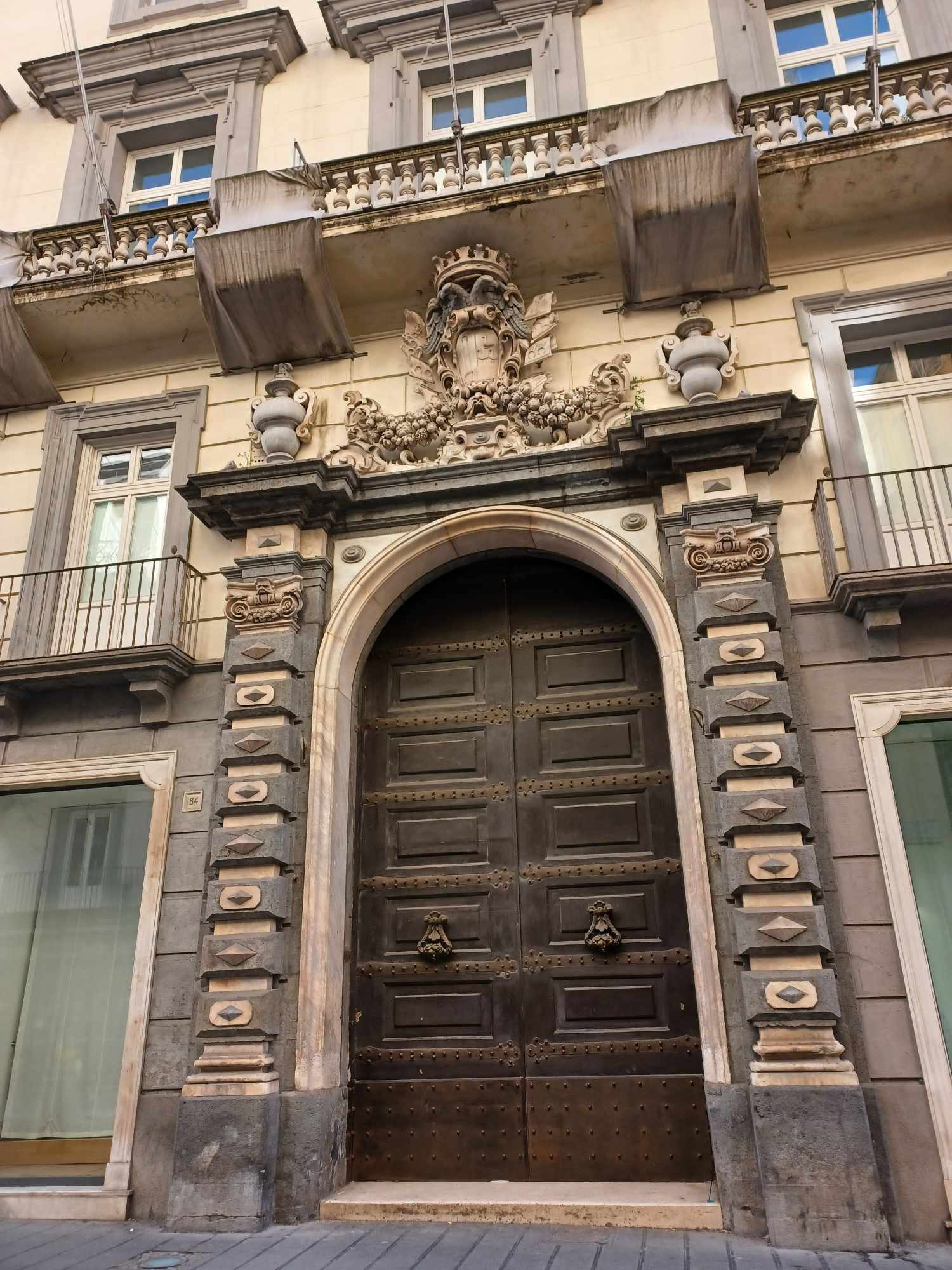
Il portale, opera del Fanzago

Il palazzo fu eretto tra il 1637 e 1639 da Cosimo Fanzago su commissione di Juan de Ceballos y Nicastro (1592-1656; anche noto in italiano come Giovanni Zevallos), che volle un palazzo nobiliare su via Toledo, non riuscendo a costruirne uno nei vicini quanto affollati Quartieri Spagnoli. Juan era un importante mercante e banchiere napoletano di origini cantabriche (il padre era nativo di Vejorís, località situata nell'odierno comune di Santiurde de Toranzo, ma si era trasferito a Napoli in giovane età sposando l'italiana Angela Nicastro), successivamente entrato nell'amministrazione del viceregno napoletano acquistando diverse redditizie cariche venali, ottenendo inoltre nel 1639 la città di Ostuni con il titolo ducale.
Juan de Ceballos y Nicastro entrò in possesso dell'edificio nel 1639 dopo la fine dei lavori. Il palazzo venne tuttavia gravemente danneggiato nel corso dei moti insurrezionali del 1647. A causa delle successive difficoltà economiche del Ceballos, nel 1653 il palazzo fu ceduto definitivamente a Jan van den Eynde, mercante e collezionista d'arte fiammingo, padre dell'aristocratico e mecenate Ferdinando. Sotto il casato dei Van den Eynde, con l'ausilio anche del connazionale ed amico Gaspar Roomer, anch'egli importante commerciante fiammingo, mecenate e collezionista d'arte, attivo a Napoli nel XVII secolo, il palazzo si arricchì di una importante e vasta collezione d'arte, oggi smembrata e dispersa per i musei e collezioni private del mondo, che comprendeva opere di: Leonard Bramer, Giacinto Brandi, Jan van Boeckhorst, Gerard van der Bos, Jan Brueghel il Vecchio, Paul Bril, Viviano Codazzi, Jacques Duyvelant, Aniello Falcone, Guercino, David de Haen, Pieter van Laer, Jan Miel, Cornelis van Poelenburch, Cornelis Schut, Goffredo Wals, Bartolomeo Passante, Mattia Preti, Peter Paul Rubens (di cui è celebre il Banchetto di Erode ora alla Scottish National Gallery di Edimburgo), Carlo Saraceni, Massimo Stanzione, Antoon van Dyck, Simon Vouet, Pieter de Witte ed altri.

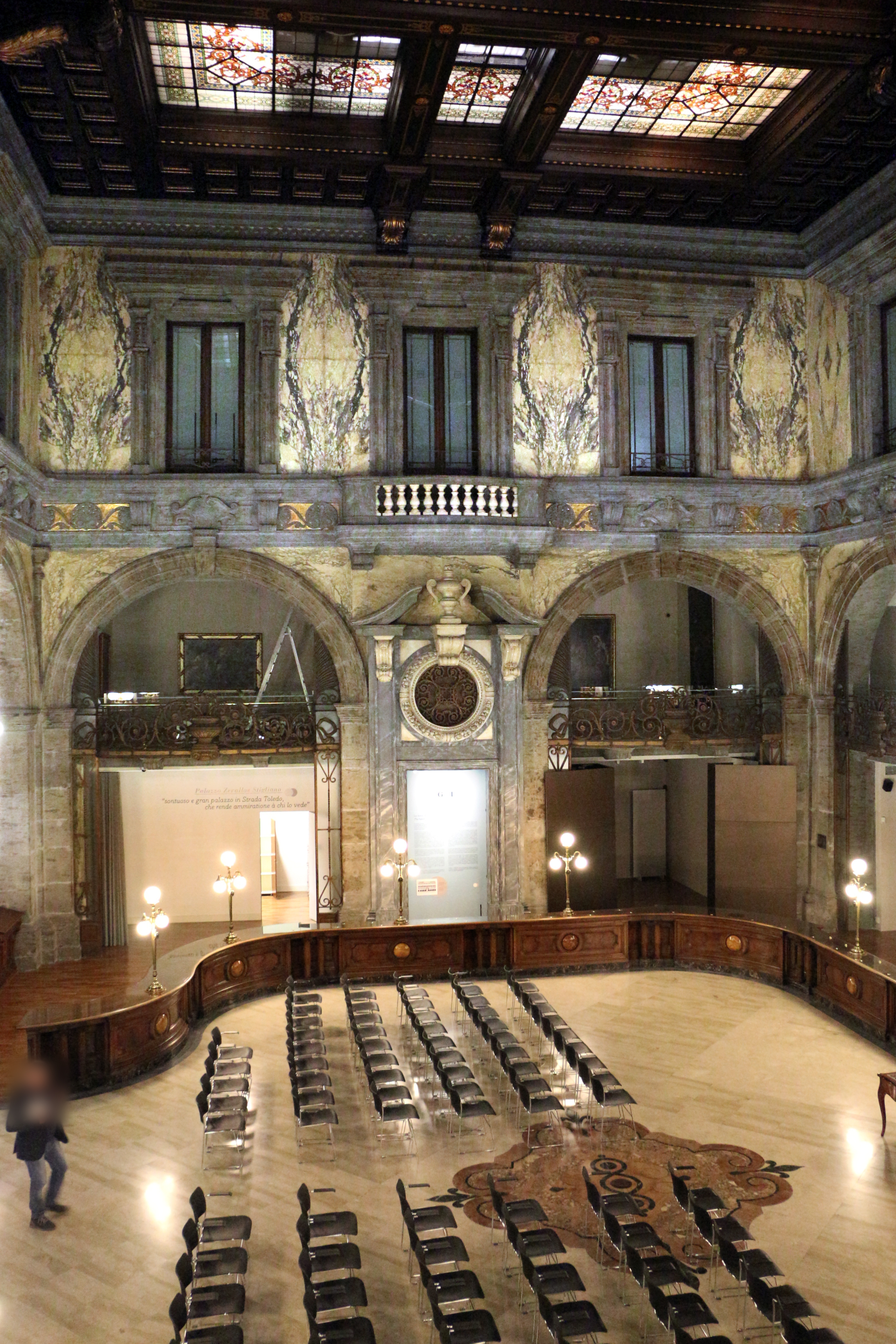
Vista del grande salone centrale

Dall'unione tra Ferdinando van den Eynde, I marchese di Castelnuovo e Olinda Piccolomini nacquero tre figlie, delle quali due si sposarono con esponenti di importanti casate nobiliari di Napoli: Giovanna, con il principe di Sonnino, don Giuliano Colonna di Stigliano, ed Elisabetta, con don Carlo Carafa, marchese di Anzi. Conseguentemente al primo matrimonio il palazzo passò nel 1688 alla famiglia Colonna di Stigliano. Durante tutto il XVII secolo, il palazzo vide importanti restauri e modifiche sia degli ambienti interni che della facciata principale. Spicca rispetto al primo palazzo dei Zevallos il fastoso portale d'ingresso eseguito dal Fanzago. Altra commissione importante in questo periodo fu quella affidata a Luca Giordano, direttamente contattato da Giuliano Colonna, che eseguì nel palazzo un ciclo di affreschi per abbellire gli ambienti interni. Successivamente vi eseguirono affreschi anche Paolo De Matteis e Giacomo del Pò .
Durante la prima metà del XIX secolo, a causa di alcuni dissidi interni alla famiglia Colonna di Stigliano, il palazzo viene smembrato, frazionato in più parti e ceduto in fitto ad inquilini diversi che non avevano alcun legame con l'originaria famiglia proprietaria. Le decorazioni di Giordano si persero in questo contesto e con esse anche tutto il prestigio dell'edificio su tutta via Toledo che, nel frattempo, vide accrescere notevolmente il numero di edifici nobiliari che abbellivano quella che era divenuta oramai la strada più importante della città. Diversi furono gli acquirenti che si impossessarono di una porzione del palazzo: al banchiere Carlo Forquet andò il primo piano nobile; al cavaliere Ottavio Piccolellis andarono due appartamenti del piano ammezzato; le restanti parti invece, furono messe in vendita solo dopo alcuni anni. Il palazzo in questo periodo vide ancora una volta mutare prepotentemente la sua architettura, grazie agli interventi neoclassici di Guglielmo Turi. La fetta più importante del palazzo, oggi visitabile al pubblico, fu acquisita dai Forquet, i quali vollero per il loro nuovo appartamento un importante ciclo di decorazioni e di stucchi per abbellire lo scalone principale e le sale del primo piano. In questa occasione furono chiamati a lavorare Gennaro Maldarelli e Giuseppe Cammarano, molto attivi entrambi in quegli anni nelle decorazioni dei palazzi nobiliari della città, tra cui a villa Pignatelli ed al palazzo Reale.
Alla fine del XIX secolo, la quota dei Forquet fu acquistata dalla Banca Commerciale Italiana e le restanti parti furono prelevate non prima del 1920. In questa data, l'edificio ritornò ad essere, dopo quasi un secolo, un unico palazzo. In quest'occasione fu incaricato l'architetto Luigi Platania di adeguare la struttura alla nuova destinazione d'uso; risale infatti a questi lavori la chiusura del cortile interno con la creazione del grande salone del pian terreno.
Il piano nobile del palazzo ha ospitato dal 2007 e fino al 21 maggio 2022 una delle tre gallerie d'arte appartenenti al gruppo bancario Intesa Sanpaolo, Gallerie d'Italia, composta da circa 120 pezzi tra pitture e sculture.

## Descrizione

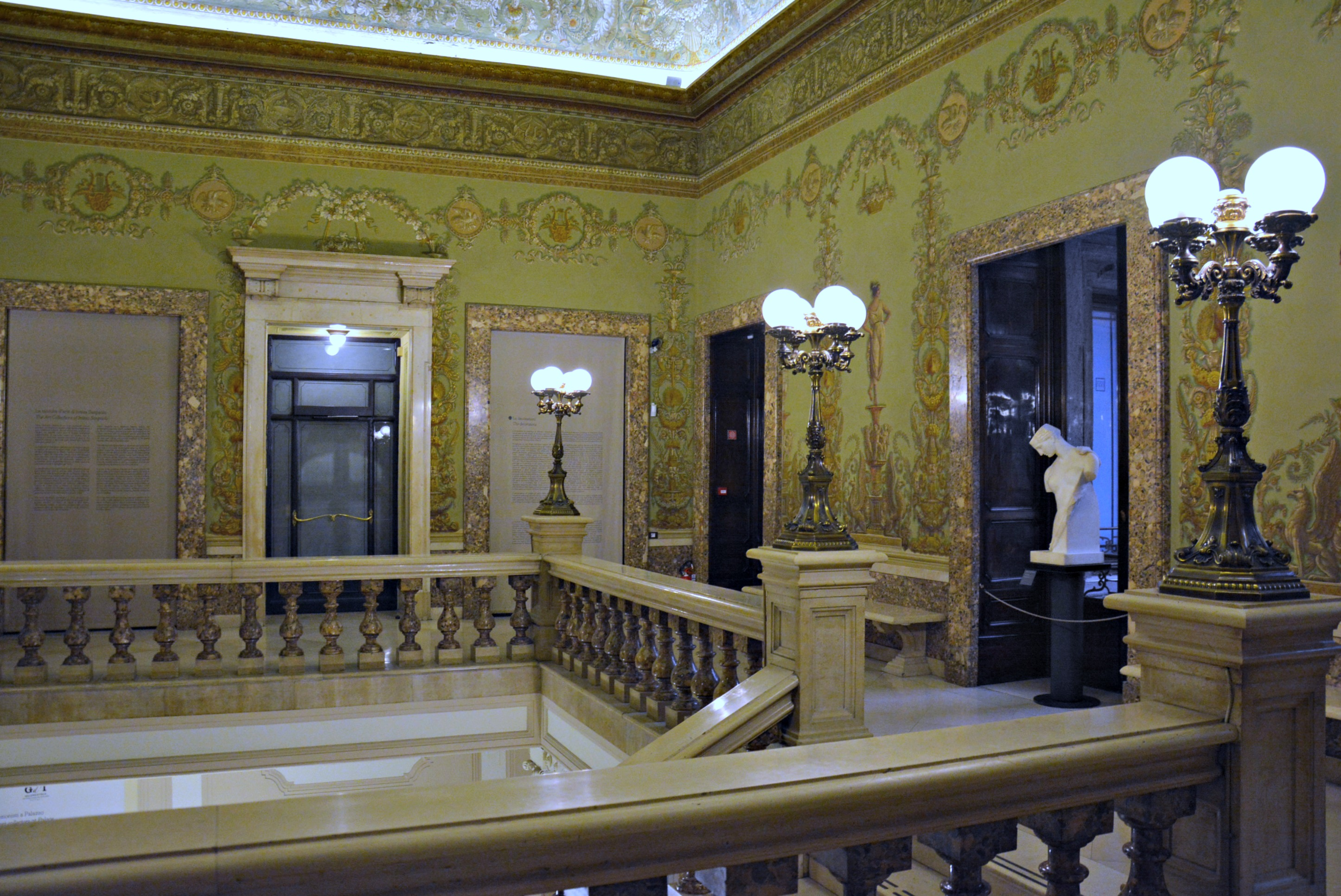
Vista del piano nobile immediatamente dopo lo scalone monumentale

Il portale di Cosimo Fanzago è maestoso, tipico delle architetture napoletane, non appena oltrepassato è visibile sulla destra un altro grande stemma nobiliare della famiglia Colonna con una breve incisione su marmo a loro dedicata: lo scudo è uguale a quello posto sopra al portone principale, lasciando così pensare che queste due parti sono state solo successivamente aggiunte.
Subito dopo l'ingresso è il grande salone centrale di Luigi Platania, in stile eclettico, ricavato da un precedente cortile in piperno derivante dall'originario progetto fanzaghiano. Sulle sue pareti sono posti alcuni dipinti murali di Ezechiele Guardascione; la copertura avviene tramite un lucernario vetrato decorato, mentre lo scalone d'onore monumentale, posto a destra, porta al piano superiore ed è decorato con grandi lampade e stucchi dorati di gusto ottocentesco. Sulla volta è un'Apoteosi di Saffo di Giuseppe Cammarano firmato e datato 1832. Le pareti, colorate a fondo verde muschio, sono invece decorate in stampo neoclassico da Gennaro Maldarelli.
Terminato lo scalone monumentale, si aprono in successione le sale che compongono il piano nobile. Tra queste c'è quella degli Amorini, decorata nella volta con decorazioni di fine Ottocento; la sala degli Stucchi, decorata con elementi neoclassici alle pareti; la sala degli Uccelli, anch'essa decorata nella volta con motivi animali e floreali ottocenteschi da cui prende il nome; la successiva sala Pompeiana, che prende il nome dai motivi classicheggianti delle decorazioni a tempera che caratterizzano la volta; e infine la sala della Fedeltà, chiamata così per via della rappresentazione pittorica della virtù sulla volta, che presenta negli elementi decorativi lavori del Cammarano e Maldarelli.